# Ocheovelia
Ocheovelia is een geslacht van wantsen uit de familie beeklopers (Veliidae). Het geslacht werd voor het eerst wetenschappelijk beschreven door D.A. Polhemus & J.T. Polhemus in 2006.

## Soorten
Het genus bevat de volgende soorten:

- Ocheovelia alleni D. Polhemus & J. Polhemus, 2011
- Ocheovelia anderseni (Lansbury, 1996)
- Ocheovelia heissi J. Polhemus & D. Polhemus, 2006
- Ocheovelia papua D. Polhemus & J. Polhemus, 2011
- Ocheovelia solomon (Andersen, 1989)